# David Loggan

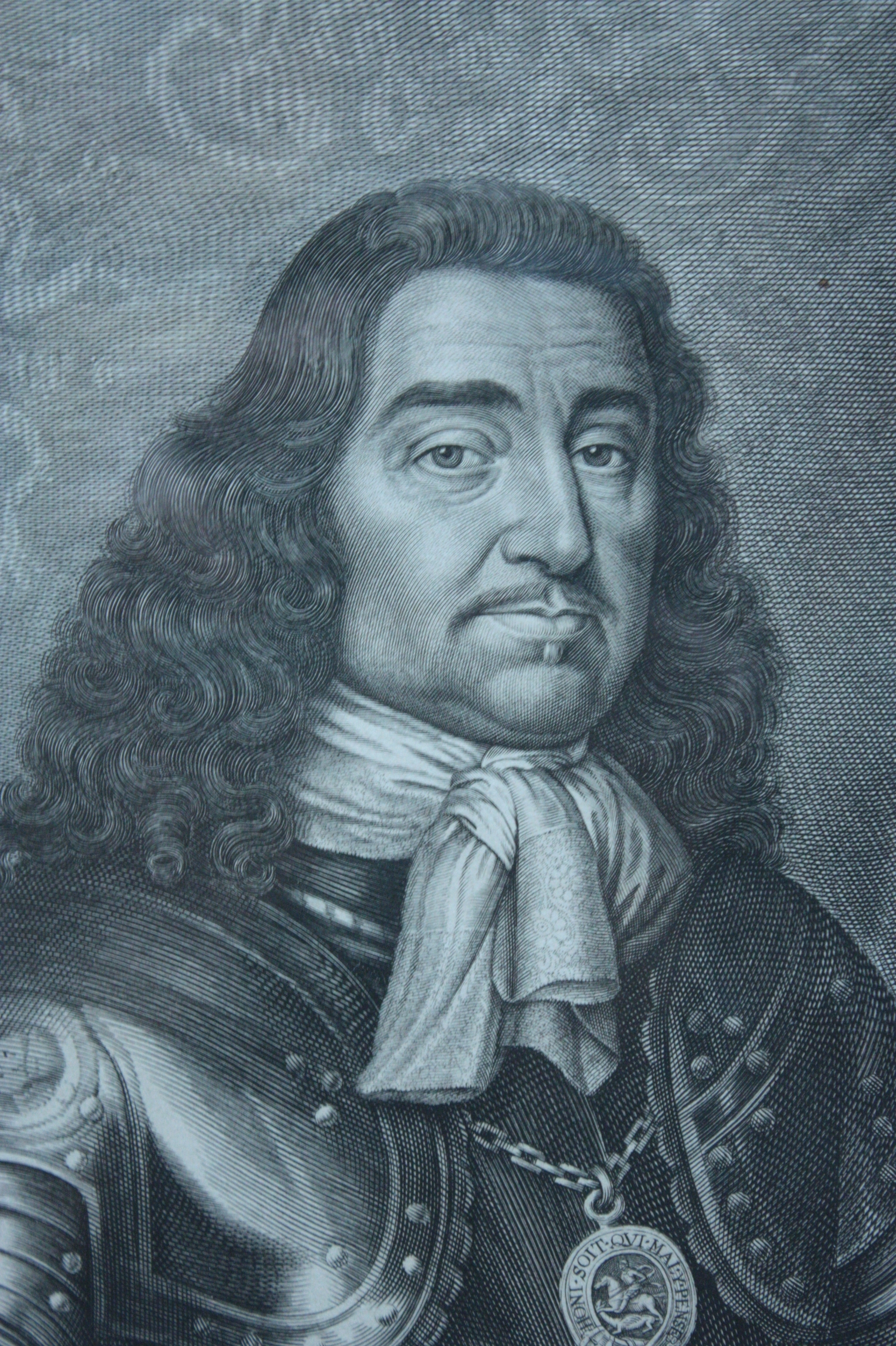
Ritratto di George Monck, I duca di Albemarle (1661)

David Loggan (Danzica, 27 agosto 1634 (battezzato) – Londra, 1º agosto 1692 (sepolto)) è stato un incisore, disegnatore, editore, autore e collezionista di disegni polacco di origine scozzese.

## Biografia

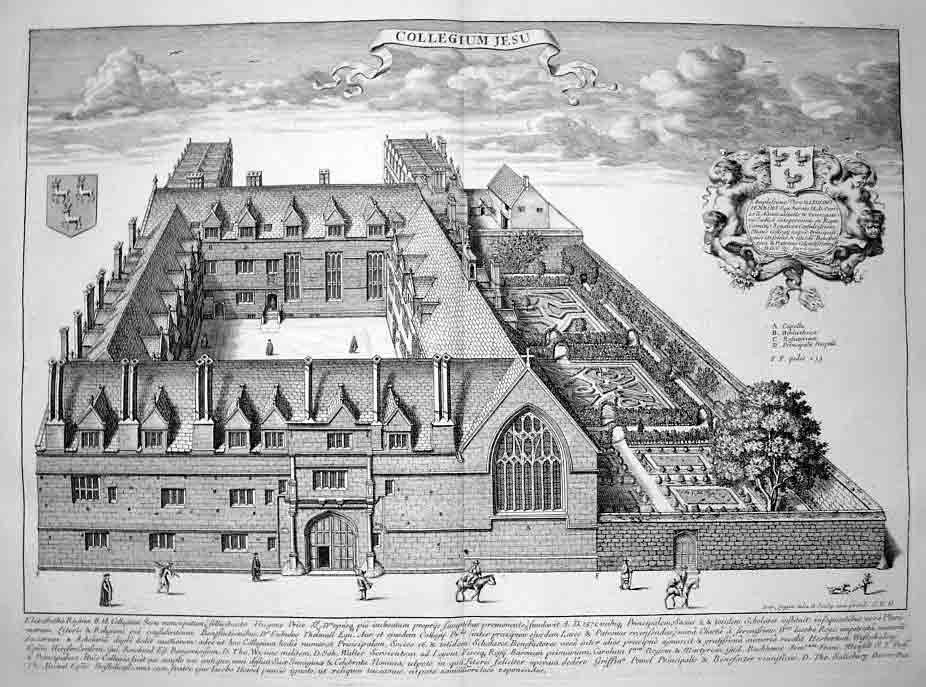
Jesus College, dall'opera Oxonia Illustrata (1675)

Apprendista di Willem Hondius, operò inizialmente nella sua città natale. Dal 1656 al 1663 visse ad Amsterdam, dove studiò alla scuola di Crispijn van de Passe II. In questo periodo lavorò anche in Danimarca, secondo Gerson, e a Utrecht. Nel 1662 eseguì le incisioni per il frontespizio del Libro di Preghiera Comune. Dal 1663 al 1665, operò a Londra, dove era giunto con Abraham Bloteling, Gerard Valck e Michael Burghers. Collaborò in questo periodo con Everhardus Kickius alla realizzazione dell'opera Oxonia Illustrata, che conteneva vedute a volo d'uccello dei collegi di Oxford e che pubblicò nel 1675, ottenendo licenza di venderla per 15 anni. Nel 1665 si trasferì a Nuffield, rimanendovi fino al 1675. Nel 1669 fu nominato scultore pubblico dell'Università di Oxford, avendo alle sue dipendenze Michael Burghers, che gli successe nel 1694. Fornì, inoltre, all'Oxford University Press una macchina da stampa per realizzare illustrazioni a partire da incisioni su rame ed è probabilmente sua la lastra più antica presente negli archivi dell'OUP: il frontespizio di un'edizione di Aesop (1672). Nel 1675 ritornò a Londra, dove restò fino all'anno successivo. Dal 1676 al 1680 lavorò ad Amsterdam e, probabilmente, trascorse gli anni successivi in Scozia. Nel 1690 pubblicò il libro Cantabrigia Illustrata, una raccolta documentante l'Università di Cambridge e che gli valse il titolo di incisore dell'Università.  Sposò Mrs.Jordan di Witney, in Oxfordshire, ed ebbe almeno un figlio, che fu membro del Magdalene College e Bachelor of Divinity nel 1707. Secondo Chalmers, morì in Leicester Square, dove aveva trascorso l'ultimo periodo della sua vita.
David Loggan realizzò principalmente incisioni di ritratti, dimostrandosi un'artista particolarmente prolifico. Oltre alle incisioni, si dedicò anche alla creazione di miniature su pergamena.
Furono suoi allievi Edward Davis, Michiel van der Gucht e Robert White.

## Opere
- Ritratto di George Monck, I duca di Albemarle, incisione, 1661, National Portrait Gallery, Londra
- Ritratto di Isaac Barrow, incisione, 1676[7]
- Ritratto di John Playford, incisione, Gallica, Biblioteca nazionale di Francia, Parigi[8]
- Ritratto di Edward Hyde, I conte di Clarendon, incisione, 1666[9]
- Ritratto di Edward Waterhouse, incisione, 29,2 × 19,1 cm, 1663, National Portrait Gallery, Londra[10]
- Un grifone circondato da fiori, frutta e insetti, incisione da Wenceslaus Hollar, 1663[11]
- Teatro Sheldoniano, Oxford, incisione da Christopher Wren[12]
- Un cammello circondato da vari animali, fiori e insetti, incisione da Wenceslaus Hollar, 1663[13]
- Frontespizio di un'edizione di Aesop, incisione, 1672[4]
- Oxonia Illustrata, serie di incisioni, 1675[5]
- Cantabrigia Illustrata, serie di incisioni, 1690[2]